# Relevé de mesures
Pour les articles homonymes, voir Relevé.
Le relevé de mesures ou relevé de cotes est un ensemble de prises de mesures, de notes et de données destiné à produire des plans, en support papier ou numérique, dans différents domaines liés à l'archéologie, l'architecture, l'urbanisme, la construction, le bâtiment ou les travaux publics.
On distingue ainsi entre :
- Le relevé de mesures de terrain
- Le relevé d'ouvrages
- Le relevé d'intérieur

## Le relevé d'intérieur
Le relevé d'intérieur est un ensemble de prise de mesures et de notes ou schémas qui a pour objectif de produire un document représentatif de la géométrie d'un bâtiment à un moment donné. 
Un relevé d'intérieur est en particulier nécessaire à la réalisation d'études de rénovation ou de réhabilitation d'un bâtiment lorsqu'on ne dispose pas de ses plans (en).

### Réalisation

#### Principe
La technique généralement utilisée pour mener à bien un relevé d'intérieur consiste à effectuer des mesures de longueur de toutes les pièces du bâtiment de façon à pouvoir obtenir leur forme par triangulation. 
Ce procédé se déroule en deux étapes ; la première phase, sur le terrain, consiste à schématiser la pièce à relever, découper en triangles la forme de la pièce puis procéder à la prise de mesures et à leur report sur le schéma. La deuxième phase est généralement réalisée au bureau, il s'agit d'exploiter le relevé et de reconstruire précisément la géométrie des pièces à l'aide d'un logiciel de dessin assisté par ordinateur (DAO) et les assembler.
L'expérience montre que le ratio entre la durée de relevé sur le terrain et la durée de production au bureau varie de 1 à 2 (production du plan 2 fois plus longue que le relevé lui-même)

#### Relevé sur le terrain
Avec l'apparition des moyens informatiques mobiles, des logiciels ont été mis sur le marché pour faciliter le report des cotes ainsi que le calcul de la géométrie des pièces et leur assemblage pour la génération du plan du bâtiment. Toutefois ce procédé reste lourd notamment si le bâtiment est encombré, avec la difficulté dans ce cas, de prise effective des mesures, ou encore si le bâtiment comporte des formes plus complexes, arrondis, etc. 
Une autre méthode consiste à réaliser les mesures par "rayonnement" à l'aide d'une station totale (théodolite doté d'un dispositif de mesure de distance). À partir d'une position (appelée aussi 'station'), l'utilisateur vise les coins de la pièce et mémorise leurs coordonnées.
D'un point de vue purement théorique, alors que la triangulation d'une pièce polygonale de N côtés nécessite 2 × N - 3 mesures, cette méthode ne demande que N mesures.
Le couplage d'une station totale avec un moyen informatique mobile et d'un logiciel permet alors, non seulement de diminuer considérablement le nombre de mesures à prendre, mais également de pouvoir utiliser interactivement les méthodes de construction géométriques (par intersection, etc.) précédemment utilisées durant la phase dessin assisté par ordinateur. 
Ces systèmes apportent de plus la « troisième dimension » puisqu'ils restituent l'altimétrie des points relevés.
Citons également les scanners lasers 3D ou la photogrammétrie qui permettent d'obtenir un nuage de points tridimensionnels. Se pose alors le problème de l'exploitation de ces millions de points relevés. À partir de ces données, il s'agit en effet d'extraire les informations qui permettront de dessiner effectivement le bâtiment. Cette technologie est donc encore réservée, notamment à cause de son coût matériel et son coût d'exploitation des données, à des applications très particulières (grands volumes de pièces, bâtiments à la géométrie complexe, démantèlement d'usines, etc.).

#### Production des plans
Dans la méthode traditionnelle dite relevé par triangulation, la reconstruction de la géométrie des pièces n'est qu'une part du travail nécessaire à l'élaboration des plans du bâtiment relevé. Il reste à assembler ces pièces pour reconstituer les niveaux du bâtiments puis à rendre cohérents les différents niveaux entre eux. Une bonne interprétation de la structure du bâtiment, murs porteurs, poteaux, etc. permet à l'opérateur d'assembler les pièces en alignant des murs, des cloisons, des ouvertures, etc.
Pour des bâtiments de taille importante ou lorsqu'une grande précision (1/50e) est recherchée, on complète la phase de relevé des mesures des pièces par une polygonale intérieure (cheminement polygonal) à l'aide d'une station totale pendant laquelle on relèvera un certain nombre de points de calage de pièces et/ou un relevé de la périphérie extérieure du bâtiment. On dispose ainsi du positionnement dans un seul repère (celui de la polygonale) d'un certain nombre de pièces et on évite le cumul des erreurs de relevé commises dans chacune des pièces.

#### Production de maquettes BIM
Avec la généralisation du BIM que ce soit en phase conception d'un bâtiment ou durant son exploitation, se pose la problématique de la création de cette Maquette Numérique dans le cas des bâtiments existants. En effet, disposer d'une Maquette Numérique constitue un avantage considérable pour faciliter la gestion d'un bâtiment, le gestionnaire dispose alors des surfaces, volumes, organisation en lots, équipements, informations lui permettant d'analyser les améliorations à apporter pour des problèmes énergétiques, etc.
La photogrammétrie et le scanner laser sont des solutions permettant la collecte de données tridimensionnelles et colorimétriques sur le terrain. Ces données nécessitent néanmoins un traitement préalable pour être exploitées dans une approche BIM dans laquelle sont manipulés des objets dotés d'une sémantique métier (murs, ouvertures, dalles, poteaux, poutres, volumes de pièces, zones, etc.).
D'autres solutions technologiques permettent au contraire de reconstruire la "structure" du bâtiment directement sur le site et d'éviter ainsi un post-traitement coûteux[réf. nécessaire] . Depuis 2015, de nouveaux appareils de mesure de type station totale permettent d'automatiser cette phase de création de la maquette numérique.[passage promotionnel]